# Shibdas Ghosh
Shibdas Ghosh (5 de agosto de 1923 - 5 de agosto de 1976) fue un político comunista de la India. Fue el fundador y primer secretario general del Centro Socialista Unificado de la India (Comunista).
Ghosh nació el 5 de agosto de 1923 en Daca, en el entonces Raj británico (actual capital de Bangladés), en el seno de una familia de clase media-baja. Estudió en la escuela hasta 10º curso, para unirse con solo 13 años al movimiento independentista indio, pues se vio atraído por las ideas de Manabendranath Roy a muy corta edad. En 1942 se unió al movimiento Quit India, por lo que fue detenido y encarcelado, pasando tres años en prisión. Durante su estancia en la cárcel comenzó a estudiar a los clásicos del marxismo. En 1948, junto a otros colegas como Nihar Mukherjee (que le sucedería en el puesto tras su muerte), decide fundar el SUCI(C).
Murió en Bengala el día que cumplía 53 años, en 1976.

## Discursos publicados
- ¿Por qué SUCI(C) es el partido comunista de vanguardia de la India?
- Autocrítica del campo socialista
- Sobre el XX Congreso del PCUS
- Algunos problemas económicos
- Llamamiento a los líderes del Movimiento Comunista Internacional
- Algunas cuestiones sobre la resolución de la crisis de los misiles en Cuba
- Marxismo y desarrollo de la sociedad humana